# Mine de Guido
 (mars 2025).
La mine de Guido est une mine souterraine de charbon située en Pologne.